# Graham E. Bell
| 18055 Fernhildebrandt[1] | 11 de outubro de 1999   |
| 19619 Bethbell           | 16 de agosto de 1999    |
| 19630 Janebell           | 2 de setembro de 1999   |
| 20673 Janelle            | 3 de novembro de 1999   |
| 21651 Mission Valley     | 19 de julho de 1999     |
| 22791 Twarog             | 14 de junho de 1999     |
| (22821) 1999 RS33[1]     | 2 de setembro de 1999   |
| 23989 Farpoint[1]        | 3 de setembro de 1999   |
| 24265 Banthonytwarog[1]  | 13 de dezembro de 1999  |
| 24305 Darrellparnell[1]  | 26 de dezembro de 1999  |
| 24308 Cowenco[1]         | 29 de dezembro de 1999  |
| 25594 Kessler[1]         | 29 de dezembro de 1999  |
| (25595) 1999 YD9[1]      | 29 de dezembro de 1999  |
| (26436) 1999 YV4[1]      | 28 de dezembro de 1999  |
| (38249) 1999 QJ2         | 24 de agosto de 1999    |
| (38604) 1999 YJ4[1]      | 27 de dezembro de 1999  |
| (40331) 1999 MS1[1]      | 17 de junho de 1999     |
| (40437) 1999 RU33[1]     | 6 de setembro de 1999   |
| (40438) 1999 RV33[1]     | 6 de setembro de 1999   |
| (41057) 1999 VU22[1]     | 12 de novembro de 1999  |
| (42925) 1999 TC6[1]      | 6 de outubro de 1999    |
| (43031) 1999 VY25[1]     | 14 de novembro de 1999  |
| (45178) 1999 XW143[1]    | 13 de dezembro de 1999  |
| (45253) 1999 YU4[1]      | 28 de dezembro de 1999  |
| (45255) 1999 YK13[1]     | 31 de dezembro de 1999  |
| (49300) 1998 VZ5[1]      | 13 de novembro de 1998  |
| (49705) 1999 VC19[1]     | 11 de novembro de 1999  |
| (49976) 1999 YR4[1]      | 28 de dezembro de 1999  |
| (49977) 1999 YS4[1]      | 28 de dezembro de 1999  |
| (59803) 1999 QH2         | 22 de agosto de 1999    |
| (59829) 1999 RZ32[1]     | 7 de setembro de 1999   |
| (60268) 1999 XU38[1]     | 6 de dezembro de 1999   |
| (74595) 1999 QP[1]       | 20 de agosto de 1999    |
| (75013) 1999 UJ4[1]      | 29 de outubro de 1999   |
| (75071) 1999 VB19[1]     | 11 de novembro de 1999  |
| (75076) 1999 VE22[1]     | 12 de novembro de 1999  |
| (75551) 1999 YL4[1]      | 27 de dezembro de 1999  |
| (85877) 1999 CD8[1]      | 13 de fevereiro de 1999 |
| (91529) 1999 RL193[1]    | 13 de setembro de 1999  |
| (91903) 1999 VA19[1]     | 10 de novembro de 1999  |
| (101615) 1999 CD9[1]     | 14 de fevereiro de 1999 |
| (102218) 1999 TA6[1]     | 5 de outubro de 1999    |
| (102219) 1999 TB6[1]     | 6 de outubro de 1999    |
| (102625) 1999 VX27[1]    | 15 de novembro de 1999  |
| (121072) 1999 DP3[1]     | 17 de fevereiro de 1999 |
| (121184) 1999 NH[1]      | 5 de julho de 1999      |
| (121764) 1999 YH13[1]    | 31 de dezembro de 1999  |
| (137812) 1999 YU14[1]    | 31 de dezembro de 1999  |
| (148186) 2000 BG[1]      | 16 de janeiro de 2000   |
| (181886) 1999 RP32[1]    | 9 de setembro de 1999   |
| (185753) 1999 RM193[1]   | 13 de setembro de 1999  |
| (192591) 1999 CE8[1]     | 13 de fevereiro de 1999 |
| (231776) 1999 XM127[1]   | 10 de dezembro de 1999  |
| (326317) 1999 VN23[1]    | 13 de novembro de 1999  |
| (350344) 2012 UQ105[1]   | 6 de novembro de 1999   |
| 1. 1 com Gary Hug        |                         |

Graham E. Bell é um astrônomo americano. Junto com Gary Hug, ele opera o Observatório Farpoint em Eskridge, Kansas, Estados Unidos.
Ele é um prolífico descobridor de asteroides, e co-descobridor do cometa 178P/Hug–Bell.